# Марсика

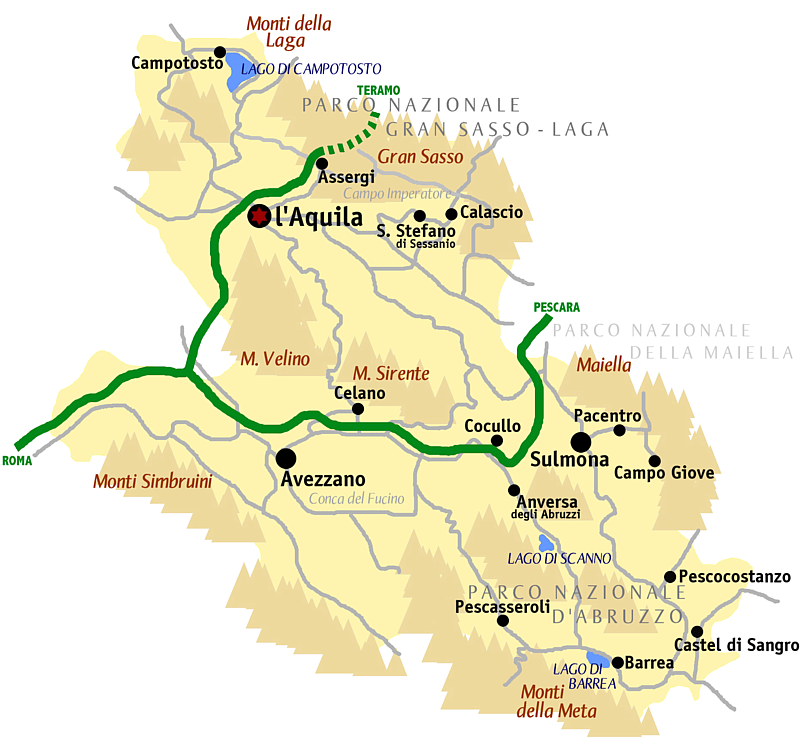
Карта провинции Л’Аквила. Марсика расположена в её южной части

Марсика (итал. Marsica) — географическая область в центральной Италии, в регионе Абруццо. Включает в себя 37 коммун провинции Л’Аквила. Марсика расположена между равниной бывшего озера Фучино, Национальным парком Абруццо, Лацио и Молизе, равниной Карсоли и долиной Сульмона. Название происходит от имени италийского племени марсов, проживавшего на этой территории. В настоящее время Марсика добивается признания статуса провинции, который она практически получила во времена фашистского режима.

## Коммуны
К Марсике традиционно относятся следующие коммуны: Aielli, Авеццано, Бальсорано, Канистро, Balsorano, Bisegna, Canistro, Капистрелло, Cappadocia, Карсоли, Castellafiume, Челано, Черкиа, Чивителла-Ровето, Civita d’Antino, Коллармеле, Коллелонго, Gioia dei Marsi, Lecce nei Marsi, Луко-дей-Марси, Magliano de' Marsi, Massa d’Albe, Морино, Опи, Орикола, Ortona dei Marsi, Ортуккьо, Овиндоли, Перето, Пескассероли, Пешина, Рокка-ди-Ботте, Сан-Бенедетто-дей-Марси, Сан-Винченцо-Вале-Ровето, Санте-Мария, Скуркола-Марсикана, Тальякоццо, Тразакко, Виллаваллелонга.

## Парки
На территории Марсики расположено множество парков и охраняемых территорий: Parco nazionale d’Abruzzo, Lazio e Molise на юге, Riserva naturale guidata Zompo lo Schioppo на юго-западе, Parco regionale naturale del Sirente-Velino на востоке, Riserva naturale Monte Velino на северо-востоке, Riserva naturale guidata Monte Salviano на западе. В этой местности обитает апеннинский бурый медведь (Ursus arctos marsicanus), являющийся эндемиком Марсики.

## Землетрясение
Землетрясение в Марсике (итал. Terremoto della Marsica) с эпицентром в бассейне озера Фучино произошло в 1915 году и унесло более 29 тысяч жизней.

## Известные уроженцы
- Лев Марсиканский — монах-бенедиктинец и хронист XI века
- Орионе, Луиджи (род. 1940) — монах-орионист
- Мазарини, Джулио — первый министр Франции
- Силоне, Иньяцио — писатель. В Марсике происходит действие его романа «Вино и хлеб».
- Песканте, Марио — итальянский политик